# 1140 هـ
1140 هـ هي سنة في التقويم الهجري امتدت مقابلةً في التقويم الميلادي بين سنتي 1727 و1728.

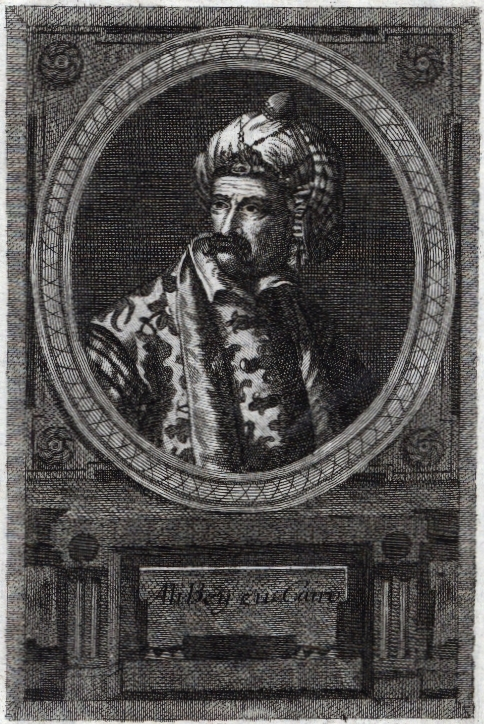
علي بك الكبير

## مواليد
- حجيلان بن حمد آل أبوعليان التميمي.
- الإمام عبد العزيز بن محمد ابن الإمام محمد بن سعود
- علي بك الكبير

## وفيات
- حبيب الله القنوجي